# ТЕС Акса-Анталія
37°7′25″ пн. ш. 30°36′3″ сх. д. / 37.12361° пн. ш. 30.60083° сх. д.
ТЕС Акса-Анталія — теплова електростанція в Туреччині, майданчик якої розташований дещо північніше від міста Аталія. Також відома як ТЕС Ali Metin Kazancı Antalya.
Проєкт спорудження ТЕС реалізували через Aksa Enerji Uretim зі складу Kazancı Holding. Відповідно до нього станція отримала два енергоблоки комбінованого парогазового циклу:
- введений у 2008—2009 роках блок потужністю 250 МВт, в якому чотири газові турбіни потужністю по 44 МВт живили через відповідну кількість котлів-утилізаторів дві парові турбіни;
- запущений в 2011-му блок потужністю 900 МВт, у якому дві парові турбіни потужністю по 300 МВт живлять через котли утилізатори одну парову турбіну з показником 300 МВт.
Як паливо станція використовує природний газ, що надходить до регіону по системі Дінар – Анталія.
У 2020-му блок № 1 поставили на консервацію, а в 2021-му обладнання демонтували та перемістили на Ташкентську ТЕС компанії Aksa Energy.